# Numero di saponificazione
Il numero di saponificazione (o "indice di saponificazione") è la quantità di base (in genere idrossido di potassio in etanolo), espressa in milligrammi, necessaria per saponificare un grammo di campione di grasso e neutralizzare gli acidi grassi liberi.
È usato come indice del peso molecolare medio degli esteri degli acidi grassi che costituiscono il campione: alcuni metodi ufficiali standardizzati per la sua misurazione sono: ASTM D 94 e DIN 51559.
La sua misura è generalmente basata su una retro-titolazione: il campione viene trattato con una quantità nota di soluzione di base certamente in eccesso e scaldandolo a ricadere per almeno un'ora. Al termine dell'ora, dopo raffreddamento, l'eccesso di base che non ha reagito viene misurato per titolazione con una soluzione di acido forte (generalmente acido cloridrico) in presenza di fenolftaleina. La medesima misura viene effettuata su un bianco, del tutto identico al campione ma non contenente alcun grasso.
Il numero di saponificazione si calcola secondo la formula {\displaystyle {\frac {\left(V-{V_{1}}\right)*N*{M_{base}}}{m_{Ag}}}}, dove:
- {\displaystyle {V}} è il volume di soluzione di acido cloridrico impiegato nella prova in bianco, espresso in millilitri;
- {\displaystyle {V_{1}}} è il volume di soluzione di acido cloridrico impiegato nella prova reale, espresso in millilitri;
- {\displaystyle {N}} è il fattore di normalità della soluzione di acido cloridrico;
- {\displaystyle {M_{base}}} è la massa molecolare della base utilizzata per la saponificazione (56 per KOH  e 40 per NaOH);
- {\displaystyle {m_{Ag}}} è la massa del campione prelevato per la determinazione, espressa in grammi.

## Tabella dei numeri di saponificazione per alcuni grassi
I seguenti valori sono valori medi espressi in milligrammi di idrossido di sodio, che è comunemente utilizzato per ottenere saponi solidi.
Per calcolare il numero di saponificazione in idrossido di potassio occorre moltiplicare i numeri di saponificazione di seguito riportati per il fattore di conversione 1.402 rapporto tra il peso molecolare del KOH e il NaOH.		
I saponi ottenuti a partire da idrossido di potassio hanno consistenza liquida o di gel.
| Nome olio                        | Numero di Saponificazione in NaOH (mg) |
| -------------------------------- | -------------------------------------- |
| Burro di cacao                   | 137                                    |
| Burro di karité                  | 128                                    |
| Burro di mango                   | 128                                    |
| Cera carnauba                    | 69                                     |
| Cera d'api                       | 69                                     |
| Lanolina                         | 74                                     |
| Olio di arachidi                 | 136                                    |
| Olio di avocado                  | 133                                    |
| Olio di borragine                | 136                                    |
| Olio di canapa                   | 135                                    |
| Olio di cartamo                  | 136                                    |
| Olio di cocco                    | 190                                    |
| Olio di colza o ravizzone        | 124                                    |
| Olio di enotera                  | 136                                    |
| Olio di fegato di merluzzo       | 132                                    |
| Olio di germe di grano           | 131                                    |
| Olio di girasole                 | 134                                    |
| Olio di jojoba                   | 59                                     |
| Olio di macadamia                | 139                                    |
| Olio di mais                     | 136                                    |
| Olio di mandorle dolci           | 136                                    |
| Olio di neem                     | 139                                    |
| Olio di nocciole                 | 136                                    |
| Olio di noccioli di albicocca    | 135                                    |
| Olio di noccioli di palma        | 156                                    |
| Olio di noci                     | 135                                    |
| Olio di oliva                    | 134                                    |
| Olio di palma                    | 141                                    |
| Olio di pistacchi                | 135                                    |
| Olio di ricino                   | 128                                    |
| Olio di riso o di crusca di riso | 128                                    |
| Olio di rosa mosqueta            | 132                                    |
| Olio di semi di cotone           | 138                                    |
| Olio di semi di lino             | 136                                    |
| Olio di semi di zucca            | 133                                    |
| Olio di senape                   | 124                                    |
| Olio di sesamo                   | 133                                    |
| Olio di soia                     | 135                                    |
| Olio di vinaccioli               | 126                                    |